# Ludwig Halberstädter

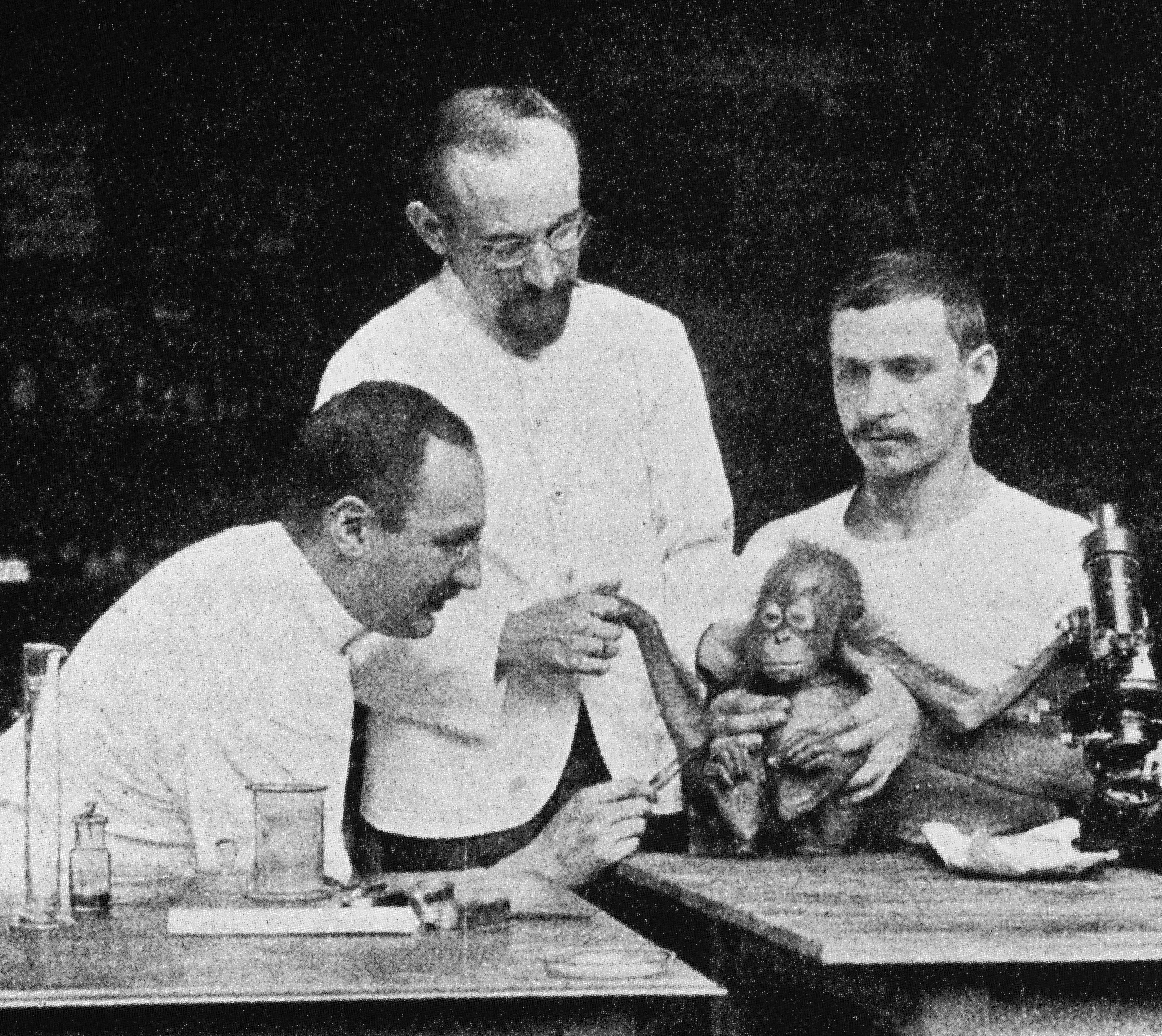
Ludwig Halberstädter (links) mit Stanislaus von Prowazek (Mitte) bei einem Experiment mit einem Patienten und einem Versuchsaffen, um 1907

Ludwig Halberstädter (* 9. Dezember 1876 in Beuthen, Landkreis Beuthen, Provinz Schlesien; † 20. August 1949 in New York City) war ein deutscher Arzt und Strahlentherapeut.

## Leben und Werk
Seine Eltern waren Hermann Halberstaedter und Henriette Halberstaedter, geborene Prager. Sein Vater entstammte einer Kaufmannsfamilie aus Militsch. Die Mutter stammte aus Rybnik. Halberstädter wuchs mit drei Brüdern und einer Schwester auf. Nach seiner Schulzeit begann er in Heidelberg und Breslau Medizin zu studieren. Er war Mitglied der jüdischen Studentenverbindungen Viadrina Breslau und Badenia Heidelberg im Kartell-Convent. Er erlangte 1901 die Approbation und begann nach einer einjährigen Tätigkeit als Militärarzt zunächst in der Chirurgie zu arbeiten. Nach seiner Promotion wechselte er in die Dermatologie bei Albert Neisser in Breslau. Mit diesem reiste er 1905 und 1907 nach Java, wo er unter anderem mit Stanislaus von Prowazek Untersuchungen über Trachomerkrankte durchführte. Hierbei entdeckten die beiden mikroskopische Einschlusskörperchen in den Zellen der Bindehaut. Diese wurden nach ihnen als Halberstädter-Prowazek-Einschlußkörperchen bezeichnet.
Nach seinen Forschungsreisen beschäftigte Halberstädter sich zunehmend mit radiologischen und strahlenmedizinischen Fragestellungen. Er untersuchte therapeutische Anwendungsmöglichkeiten von radioaktiven Strahlen bei Hauterkrankungen und beschrieb als erster deren Wirkung auf den weiblichen Genitaltrakt.
1907 wechselte Halberstädter nach Berlin, wo er zunächst in der Pathologie und anschließend am radiologischen Institut der Charité arbeitete. Von 1919 bis 1933 leitete er die Bestrahlungsabteilung des Universitätsinstituts für Krebsforschung in Berlin.  Hier forschte er insbesondere über die strahlentherapeutische Behandlung von Haut- und Kehlkopfkrebs. 1922 habilitierte er sich und wurde 1926 zum nichtbeamteten außerordentlichen Professor für Dermatologie und Strahlentherapie ernannt.
Nach der „Machtergreifung“ durch die Nationalsozialisten  verlor Halberstädter 1933 wie zahlreiche andere jüdische Wissenschaftler aufgrund des Berufsbeamtengesetzes (§ 3) seine akademische Position. Im Mai 1933 emigrierte er mit seiner Frau nach Palästina. Hier übernahm die Leitung der Abteilung für Strahlentherapie des Hadassah-Hospitals in Jerusalem.
1935 erhielt er eine Professur für Radiologie an der Hebräischen Universität Jerusalem. Halberstädter starb 1949 während einer Forschungsreise in New York im Labor.

## Familie
Halberstädter heiratete Agnes Pflaum, die aus erster Ehe mit Albert Münchhausen zwei Kinder (Claus und Alberta) mitbrachte. Der gemeinsame Sohn Max studierte in London ebenfalls Medizin und wurde Radiologe. Max Halberstädter erlangte die britische Staatsbürgerschaft und änderte seinen Namen in Hulbert.

## Publikationen
- Die Folgen der Unterbindung der Vena femoralis unterhalb des Ligamentum Poupartii. Medizinische Dissertation Breslau 1903.
- mit S. von Prowazek: Über Zelleinschlüsse parasitärer Natur beim Trachom. In: Arbeiten aus dem Kaiserlichen Gesundheitsamte. Band 26, 1907, S. 44–47.
- Experimentelle Untersuchungen an Trypanosomen über die biologische Strahlenwirkung. In: Berliner Klinische Wochenschrift. Band 51, 1914, S. 252–253.
- Zur Mesothoriumbehandlung der Hyperkeratosen bei Röntgenhänden. In: Archiv für Dermatologie und Syphilis. Originalien. Band 130, 1921, S. 241–245.
- Physikalische Eigenschaften und biologische Wirkung der von der Rückseite der Antikathode ausgehenden Röntgenstrahlung. In: Fortschritte auf dem Gebiete der Röntgenstrahlen. Band 29, 1922, S. 478–488.
- Über die Wirkung von primären und sekundären Röntgenstrahlen auf die Bakterien. In: Fortschritte auf dem Gebiete der Röntgenstrahlen. Band 29, 1922, S. 489–495.
- Gefahren der Kehlkopfschädigung durch Röntgenstrahlen. In: Fortschritte auf dem Gebiete der Röntgenstrahlen. Band 31, 1923/1924, S. 425 ff.
- mit A. Simons: Die Wirkung der Radium-, Kathoden-, Röntgen- und Lichtstrahlen auf die blutbildenden Organe und das Blut. In: Handbuch der allgemeinen Hämatologie. Band I, 2, 1933, S. 1419–1520.
- mit L. Doljanski: Radiobiologische Untersuchungen an Gewebekulturen. In: Archiv für experimentelle Zellforschung. Band 19, 1937, S. 475–497.
- mit L. Doljanski: Sur la Radiosensibilité des leucocytes en culture in vitro. In: Acta de l’Union internationale contre le cancer. Band 2. Paris 1937, S. 349.
- mit G. Goldhaber: Effect of x-ray on erythrocytes. In: Proceedings of the Society of Biology and Medicine. Band 54, (Utica, N. Y.) 1943, S. 270–271.
- Radiotherapy of hemangiomas in children. In: Harefuah. Band 24, (Tel-Aviv) 1943, S. 38 (hebräisch).
- Effect of pregnancy on translucence of mammary gland. In: Journal of obstetrics and gynaecology of the British Empire. Band 55, (Timperley) 1948, S. 65 ff.